# Дрізд узамбарський
Дрізд узамбарський(Turdus roehli) — вид горобцеподібних птахів родини дроздових (Turdidae). Поширений у Східній Африці.

## Поширення
Вид поширений на північному сході Танзанії в горах Північні Паре та Узамбара. Цей вид переважно використовує первинні ліси та лише злегка порушені ліси.

## Опис
Цей птах середнього розміру має довжину близько 24 см. Він має довжину крил від 117 до 131 мм, довжину стебла від 20 до 24 мм і довжину плесна від 30,0 до 34,5 мм. Він може досягати маси до 86 г.

## Спосіб життя
Харчується комахами, павуками і молюсками, а також дрібними ящірками і фруктами.